# 李郁芬 (1928年)
李郁芬（1928年2月—2020年12月8日），女，江苏无锡人，中華人民共和國原子能材料专家、激光物理学家，复旦大学原子能系教授，曾参与中華人民共和國第一颗原子弹研制，国家发明一等奖、全国科学大会奖獲得者。